# Asia (zespół muzyczny)
Asia – brytyjska supergrupa rockowa założona w 1981 w Londynie przez kilku weteranów rocka progresywnego – Steve’a Howe’a (Yes), Carla Palmera (ELP) i Johna Wettona (King Crimson) oraz Geoffreya Downesa (Yes i Buggles). W 1983 chwilowo w zespole (za Wettona) występował Greg Lake, a w 1985 miejsce Howe’a zajął Armand Meier.
Wbrew oczekiwaniom, supergrupa nie tworzyła ani muzyki w stylu zespołów, z których wywodzili się muzycy, ani też nie lansowała nowych pomysłów muzycznych, lecz grała typowy dla lat 80. rock z mocnym zabarwieniem popu. Charakterystyczne dla muzyki zespołu były starannie zagrane przebojowe piosenki rockowe, z których do najbardziej znanych należały: „Heat of the Moment”, „Only Time Will Tell”, „Wildest Dreams”, „Don’t Cry”, „The Smile Has Left Your Eyes” i „Go”.
Grupa rozwiązała się w 1986, po nagraniu trzeciego albumu Astra (1985), który sprzedawał się słabiej od poprzedników: debiutanckiego Asia (1982) i Alpha (1983). W 1988 reaktywowała się jako trio: Downes, Wetton i Scott Gorham, a w 1990 wydała album Then and Now nagrany w składzie: Downes, Wetton, Palmer. W latach 90. na koncertach z zespołem występował gitarzysta Pat Thrall. W 2006 doszło do ponownego spotkania muzyków w oryginalnym składzie.

## Muzycy

### Aktualni członkowie
- Geoff Downes – instrumenty klawiszowe, wokal wspierający (1981–1986, od 1990)
- Virgil Donati – perkusja (od 2024)
- Harry Whitley – wokal prowadzący, gitara basowa (od 2024)
- John Mitchell – gitara, wokal wspierający (od 2024)

### Byli członkowie
- John Wetton (zmarły) – wokal prowadzący, gitara basowa, gitara (1981–1983, 1984–1986, 1989–1991, 2006-2017)
- Carl Palmer – perkusja, instrumenty perkusyjne (1981–1986, 1989–1992, 2006–2024)
- Steve Howe – gitara, wokal wspierający (1981–1984, 1991–1993, 2006–2013)
- Greg Lake (zmarły) – wokal prowadzący, gitara basowa (1983–1984) (w zastępstwie za Johna Wettona)
- Mandy Meyer – gitara, wokal wspierający (1984–1986)
- Billy Sherwood – wokal prowadzący, gitara basowa (2017-2024)
- Ron „Bumblefoot” Thal – wokal prowadzący, gitara (2019–2021)
- Marc Bonilla – wokal prowadzący, gitara (2022)
- Sam Coulson – gitara (2013–2019)
- Alan Darby – gitara (1989)
- Holger Larisch – gitara (1989)
- John Young – instrumenty klawiszowe, wokal wspierający (1989)
- Vinny Burns – gitara, wokal wspierający (1992–1993)
- Al Pitrelli – gitara (1991–1992, 1993–1994)
- Elliott Randall – gitara (1996)
- Bob Richards – perkusja (1997)
- Aziz Ibrahim – gitara, wokal wspierający (1994–1998)
- Mike Sturgis – perkusja, instrumenty perkusyjne (1994–1997, 1998–1999)
- Ian Crichton – gitara (1998–1999)
- Chris Slade – perkusja, instrumenty perkusyjne (1999, 2000–2005)
- John Payne – wokal prowadzący, gitara basowa, gitara (1991–2006)
- Guthrie Govan – gitara, wokal wspierający (2000–2006)
- Jay Schellen – perkusja, instrumenty perkusyjne (2005–2006)
- Nigel Glockler – perkusja, instrumenty perkusyjne (1988–1991)
- Keith More – gitara, wokal wspierający (1993)
- Pat Thrall – gitara, wokal wspierający (1990–1991)
- Trevor Thornton – perkusja (1992–1993)
- Susie Webb – wokal wspierający (1989)
- Zoe Nicholas – wokal wspierający (1989)

## Dyskografia

### Albumy studyjne
| Rok                            | Tytuł         | Pozycja na liście | Pozycja na liście | Pozycja na liście | Pozycja na liście | Pozycja na liście | Pozycja na liście | Certyfikat                                    |
| Rok                            | Tytuł         | UK                | USA               | SWE               | NOR               | NLD               | FRA               | Certyfikat                                    |
| ------------------------------ | ------------- | ----------------- | ----------------- | ----------------- | ----------------- | ----------------- | ----------------- | --------------------------------------------- |
| 1982                           | Asia          | 11                | 1                 | 27                | 4                 | 10                | –                 | - USA: 4x platynowa płyta - UK: srebrna płyta |
| 1983                           | Alpha         | 5                 | 6                 | 9                 | 8                 | 9                 | –                 | - USA: platynowa płyta - UK: srebrna płyta    |
| 1985                           | Astra         | 68                | 67                | 17                | 18                | –                 | –                 |                                               |
| 1992                           | Aqua          | –                 | –                 | –                 | –                 | –                 | —                 |                                               |
| 1994                           | Aria          | –                 | –                 | –                 | –                 | –                 | —                 |                                               |
| 1996                           | Arena         | –                 | –                 | –                 | –                 | –                 | —                 |                                               |
| 2000                           | Rare          | –                 | –                 | –                 | –                 | –                 | —                 |                                               |
| 2001                           | Aura          | –                 | –                 | –                 | –                 | –                 | —                 |                                               |
| 2004                           | Silent Nation | –                 | –                 | –                 | –                 | –                 | —                 |                                               |
| 2008                           | Phoenix       | –                 | 73                | 38                | –                 | –                 | —                 |                                               |
| 2010                           | Omega         | –                 | –                 | 47                | –                 | –                 | 158               |                                               |
| 2012                           | XXX           | 69                | 134               | 39                | –                 | –                 | —                 |                                               |
| 2014                           | Gravitas      | –                 | 159               | –                 | –                 | –                 | –                 |                                               |
| „—” pozycja nie była notowana. |               |                   |                   |                   |                   |                   |                   |                                               |

### Albumy koncertowe
| 1982                           | Asia Live                                  | –   |
| 1991                           | Live in Moscow                             | –   |
| 1997                           | Now: Live in Nottingham                    | –   |
| 1997                           | Live in Philadelphia                       | –   |
| 1997                           | Live in Osaka                              | –   |
| 1997                           | Live in Koln                               | –   |
| 1999                           | Live at the Town & Country Club            | –   |
| 1999                           | Live Acoustic                              | –   |
| 2001                           | The Best of Asia Live                      | –   |
| 2001                           | Asia Enso Kai (Live in Tokyo)              | –   |
| 2001                           | Alive in Hallowed Halls                    | –   |
| 2002                           | America: Live in the USA                   | –   |
| 2002                           | Quadra                                     | –   |
| 2002                           | Live at Budokan                            | –   |
| 2002                           | Bedrock in Concert                         | –   |
| 2003                           | Dragon Attack                              | –   |
| 2003                           | Live in Buffalo                            | –   |
| 2004                           | Live in Massachusetts `83                  | –   |
| 2004                           | Live in Hyogo                              | –   |
| 2007                           | Extended Versions                          | –   |
| 2007                           | Fantasia: Live in Tokyo                    | 109 |
| 2008                           | Under the Bridge: Live in San Francisco    | –   |
| 2009                           | Live in Tokyo Japan 12 May 2008            | –   |
| 2009                           | Live Pabst Theatre: 23 April 2008          | –   |
| 2009                           | Live in Sao Paulo                          | –   |
| 2009                           | Live in Barcelona: 19 May 2008             | –   |
| 2010                           | Asia – Live Around the World               | –   |
| 2010                           | At High Voltage 2010                       | –   |
| 2010                           | Spirit of the Night – Live in Cambridge 09 | 271 |
| 2011                           | Live at the London Forum (The Omega Tour)  | –   |
| 2011                           | Live in Nottingham                         | –   |
| 2012                           | Resonance – The Omega Tour 2010            | –   |
| „—” pozycja nie była notowana. |                                            |     |

### Kompilacje
| 1990                           | Then & Now                                                         | 114 | 24  | - USA: złota płyta |
| 1996                           | Archiva Vol. 1                                                     | –   | –   |                    |
| 1996                           | Archiva Vol. 2                                                     | —   | –   |                    |
| 1997                           | Archives: Best of 1988–1997                                        | —   | –   |                    |
| 1997                           | Anthology                                                          | —   | –   |                    |
| 1999                           | Axioms                                                             | —   | –   |                    |
| 2000                           | The Very Best of Asia: Heat of the Moment (1982–1990)              | —   | –   |                    |
| 2000                           | The Collection                                                     | —   | –   |                    |
| 2002                           | Anthologia                                                         | —   | –   |                    |
| 2002                           | Classic Asia – Universal Masters Collection                        | —   | –   |                    |
| 2003                           | 20th Century Masters – The Millennium Collection: The Best of Asia | —   | –   |                    |
| 2005                           | Gold                                                               | —   | 298 |                    |
| 2006                           | Definitive Collection                                              | 183 | –   |                    |
| „—” pozycja nie była notowana. |                                                                    |     |     |                    |